# Rio di Pusteria
Rio di Pusteria németül: Mühlbach, település Olaszországban, Bolzano autonóm megyében, Dél-Tirolban. Lakosainak száma 3164 fő (2023. január 1.). Rio di Pusteria Fortezza, Naz-Sciaves, Rodengo, Val di Vizze, Vandoies és Campo di Trens községekkel határos.

## Népesség
A település népességének változása:
| Lakosok száma | 3065 | 3081 | 3097 | 3164 |
|               | 2015 | 2017 | 2018 | 2023 |